# Victorious: The Remixes
Victorious: The Remixes es el primer álbum de remezclas de la serie estadounidense Victorious, fue publicado el 1 de diciembre de 2011 solo en los Estados Unidos.

## Lista de canciones
| Victorious: The Remixes |                                    |                  |          |  |
| N.º                     | Título                             | Escritor(es)     | Duración |  |
| 1.                      | «Make It Shine» (Remix)            | Dan Schneider    | 8:27     |  |
| 2.                      | « Freak the Freak Out» (Remix)     |                  | 7:23     |  |
| 3.                      | «Song 2 You» (Remix)               |                  | 6:23     |  |
| 4.                      | «All I Want Is Everything» (Remix) |                  | 7:43     |  |
| 5.                      | «Beggin' on Your Knees» (Remix)    | Victoria Justice | 6:25     |  |
| 36:21                   |                                    |                  |          |  |